# Barrington Tops State Conservation Area

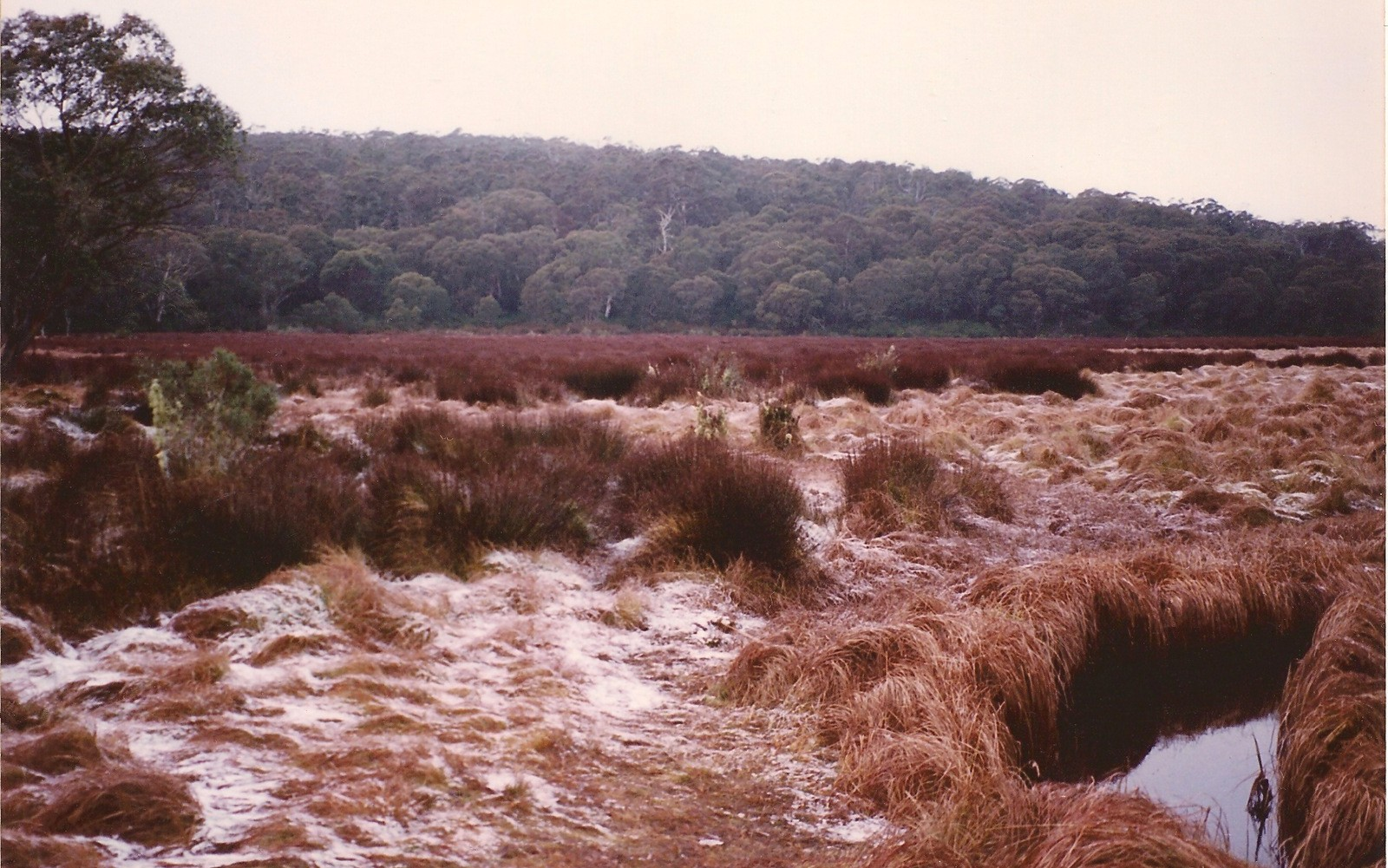
Polblue Mountain (im Hintergrund) und Feuchtgebiet (davor)

Die Barrington Tops State Conservation Area ist ein Naturschutzgebiet auf Barrington Tops im australischen Bundesstaat New South Wales. Das Naturschutzgebiet liegt etwa 55 Kilometer östlich der Stadt Muswellbrook.

## Lage
Die Barrington Tops State Conservation Area wurde aus den Gebieten um den Hügel Polblue und aus der ehemaligen Barrington Tops Crown Reserve gebildet. Die Conservation Area liegt auf der Hochebene der Barrington Tops. Neben der Conservation Area gibt auf dem Plateau die beiden Nationalparks Barrington-Tops-Nationalpark und Mount-Royal-Nationalpark.

## Naturschutzgebiet
Das Schutzgebiet, das im Januar 2003 ausgewiesen wurde, ist 6.205 Hektar groß. Der Schutz dieser Conservation Area ist mit dem Schutz australischen Nationalparks vergleichbar, allerdings mit der Ausnahme, dass der Abbau von Schmucksteinen erlaubt ist.

## Entstehung
Die Barrington Tops wurden vom Barrington Volcano gebildet. Der Ausbruch dieses Vulkans, der mehr als 50 Millionen Jahre anhielt, verursachte einen riesigen Lavaausfluss, der den größten Teil der Hochebene bedeckt. Die Lava erstarrte zu Basalt. Auf dem Gebiet der Conservation Area werden Saphire, Zirkone und Rubine gefunden.